# Iuri Kidiaiev
Iuri Kidiaiev (rus: Юрий Константинович Кидяев)  (Moscou, 28 de febrer de 1955) és una ex-jugador d'handbol rus que va competir sota bandera soviètica durant les dècades de 1970 i 1980.
El 1976 va prendre part en els Jocs Olímpics de Mont-real, on guanyà la medalla d'or en la competició d'handbol. Quatre anys més tard, als Jocs de Moscou, guanyà la medalla de plata en la mateixa competició.
En el seu palmarès també destaquen dues medalles al Campionat del món d'handbol, de plata el 1978 i d'or el 1982. Amb la selecció soviètica jugà un total de 252 partits en què marcà 601 gols. A nivell de clubs jugà al CSKA de Moscou, amb qui guanyà la lliga soviètica de 1976 a 1980, 1982, 1983 i 1987.